# Antillocladius brazuca
Antillocladius brazuca är en tvåvingeart som beskrevs av Mendes och Andersen 2008. Antillocladius brazuca ingår i släktet Antillocladius och familjen fjädermyggor. Inga underarter finns listade i Catalogue of Life.